# Xylorhiza orcuttii
Xylorhiza orcuttii là một loài thực vật có hoa trong họ Cúc. Loài này được (Vasey & Rose) Greene miêu tả khoa học đầu tiên năm 1896.